# ドナルド・グラハム・バート
ドナルド・グラハム・バート（Donald Graham Burt）は、アメリカ合衆国のプロダクションデザイナー。2008年に『ベンジャミン・バトン 数奇な人生』でアカデミー美術賞を受賞。
アリゾナ大学卒業。

## フィルモグラフィ
- The Joy Luck Club (1993)
- Dangerous Minds (1995)
- Kazaam (1996)
- フェイク Donnie Brasco (1997)
- A Cool, Dry Place (1998)
- 地上より何処かで Anywhere But Here (1999)
- The Center of the World (2001)
- ホワイト・オランダー White Oleander (2002)
- きいてほしいの、あたしのこと -ウィン・ディキシーのいた夏 Because of Winn-Dixie (2005)
- In an Instant (2005)
- ゾディアック Zodiac (2007)
- It Might Get Loud (2008)
- ベンジャミン・バトン 数奇な人生 The Curious Case of Benjamin Button (2008)
- ソーシャル・ネットワーク The Social Network (2010)
- ドラゴン・タトゥーの女 The Girl With The Dragon Tattoo (2011)
- ゴーン・ガール Gone Girl (2014)
- アウトロー・キング スコットランドの英雄 Outlaw King (2018)
- Mank/マンク Mank (2020)

## 受賞・ノミネート
ベンジャミン・バトン 数奇な人生
- 受賞：第81回アカデミー賞美術賞
- 受賞：第62回英国アカデミー賞美術賞
- ノミネート：美術監督組合賞
- ノミネート：第13回サテライト賞美術賞